# Gheorghe G. Mironescu
Gheorghe G. Mironescu, comúnmente conocido como G. G. Mironescu, (28 de enero de 1874-9 de octubre de 1949) fue un político rumano, miembro del Partido Nacional Campesino (PNŢ) que desempeñó el cargo de primer ministro del país en dos ocasiones.

## Comienzos en política
Nació en Vaslui y se graduó en derecho en la Universidad de Bucarest en 1894 y en literatura y filosofía al año siguiente. En 1898 se doctoró en derecho por la Universidad de París. En 1900 se lo nombró fiscal del tribunal del distrito de Ilfov; ese año y el siguiente ejerció la abogacía. De 1903 a 1939 trabajó de profesor de derecho en su alma mater; en 1938 fue elegido miembro honorario de la Academia Rumana.
Primero se afilió al Partido Conservador y luego pasó al Partido Democrático Conservador de Take Ionescu, en 1908. Era partidario de que Rumanía entrase en la Primera Guerra Mundial del lado de los Aliados y residió en París en 1917 y 1918, escribiendo editoriales en la prensa francesa y en La Roumanie. A finales de 1922, se afilió al Partido Nacional Rumano, que luego formó el PNȚ en 1926. Fue uno de los principales dirigentes del PNȚ y principal figura de la fracción autoritaria, firmemente contraria a los grupos de izquierda encabezados por Nicolae L. Lupu, Petre Andrei, Mihai Ralea, o Armand Călinescu.
Fue elegido diputado en 1911 y senador en 1914. Su primer cargo gubernamental lo obtuvo en el gabinete de Ionescu, en el que sirvió al frente de Ministerio de Educación de diciembre de 1921 a enero de 1922. En 1928, obtuvo el puesto de ministro de Asuntos Exteriores en el primer gabinete de Iuliu Maniu. Participó en las conferencias de La Haya sobre indemnizaciones de guerra (el plan Young) y respaldó la propuesta de federación europea que planteó Aristide Briand.

## El primer gobierno: el regreso de Carol

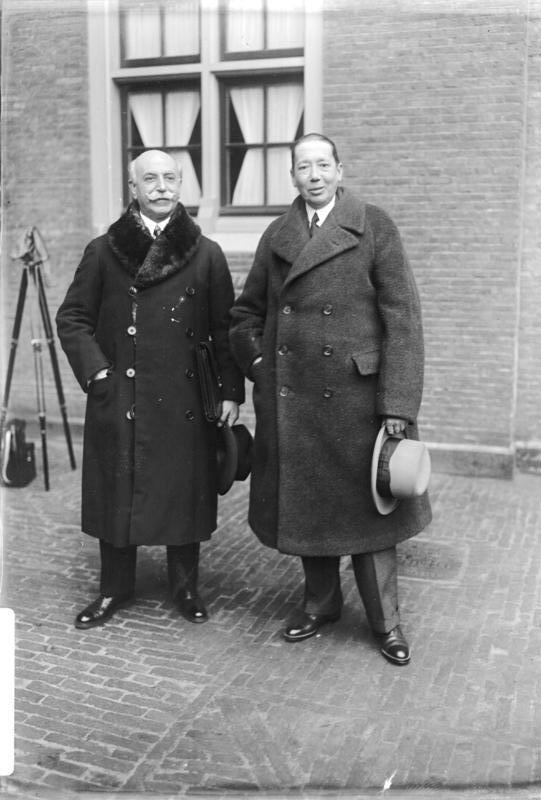
Mironescu (izquierda), ministro de Asuntos Exteriores, en enero de 1930, junto al futuro ministro del ramo Nicolae Titulescu.

En 1930, Carol II regresó de incógnito a Rumanía con pasaporte falso. En la mañana del 7 de junio de 1930, el Gobierno convocó al Parlamento a fin de revocar la resolución del 4 de enero de 1926, por la que Carol había renunciado al trono. Carol se proclamó nuevo rey de Rumanía, en sustitución de su propio hijo Miguel. Maniu dimitió y se formó un nuevo gobierno del PNŢ presidido por Mironescu, que devolvió el trono a Carol II el 8 de junio de 1930. El gabinete fue recibido por el regente Nicolás con las palabras:
```
    
```

Ustedes están llamados a cumplir el sueño del rey Fernando, y usted es el más calificado para hacerlo.

El PNŢ derogó las leyes de 1926 que impedían a Carol heredar el trono, lo que produjo una crisis constitucional y la dimisión de Constantin Sărăţeanu y del patriarca Miron Cristea del consejo de regencia en señal de protesta. La crisis se resolvió rápidamente al aprobar las dos Cámaras legislación que otorgaba la corona a Carol y el título honorario de Gran Voivoda de Alba Iulia a Miguel. Esa misma noche, Mironescu renunció a fin de que el rey pudiese nombrar un nuevo gobierno.
El proyecto real de un gobierno de unidad nacional fracasó: Carol ofreció el nombramiento a Maniu (que citó razones de salud en su negativa a aceptarlo, pero que, en realidad, lo rehusó por su disgusto ante la escandalosa relación del rey con Magda Lupescu) y luego al general Constantin Prezan (que fue rechazada por el Partido Liberal Nacional). Finalmente el rey renunció al proyecto y aceptó conceder el encargo de formar gobierno a Maniu como dirigente del partido mayoritario con un gobierno que no fuese de coalición. Mironescu fue ministro de Asuntos Exteriores en los dos primeros gabinetes de Maniu y se mantuvo en el cargo cuando asumió la presidencia del Gobierno.

## Segundo gabinete: crisis económica y enfrentamiento con la Guardia de Hierro
Su segundo gobierno, con Ion Mihalache como ministro de Interior y Mihail Manoilescu (cercano al rey) al frente del Ministerio de Economía, se caracterizó por la proscripción del movimiento de extrema derecha conocido como Guardia de Hierro y la detención de su líder, Corneliu Zelea Codreanu, (más tarde juzgado y absuelto). Sin embargo, Mironescu contribuyó al auge del fascismo en Rumanía: su Gobierno fue el primero de una serie que, ante la Gran Depresión, redujo los salarios de los funcionarios públicos (entre un 10 y un 23 %); estos pronto empezaron a apoyar las soluciones revolucionarias propuestas por Codreanu.
A Mironescu se lo consideró un político sin carisma y su gobierno fue dubitativo e inseguro, incapaz de frenar la pérdida de apoyo popular debida a que no pudo resolver la crisis económica y hacer realidad las promesas de mejoras radicales que habían llevado al poder al partido en 1928. Entre las medidas que aprobó mientras presidió el Gobierno estuvieron la abolición de los aranceles a la exportación de productos agrícolas y un plan de construcción de carreteras.
Mironescu se mantuvo al frente del gobierno mientras este lograba un nuevo crédito en París, que debía aliviar la situación de los campesinos, asumiendo el Estado parte de la deuda de estos. Conseguido este el 10 de marzo de 1931, el gabinete fue finalmente despedido por el rey menos de un mes después. El monarca nombró un nuevo gabinete de tecnócratas que presidió Nicolae Iorga que, en realidad, había de servir de fachada para la camarilla del rey.
Justo antes de ser despedido por el rey, Mironescu aprobó una serie de leyes con el objetivo de mejorar el crédito de los labradores: el establecimiento de un Banco de Crédito Agrícola (Credit Agricol Ipoteca), una norma fijando el máximo del interés de los créditos agrícolas y una ley contra la usura de los prestamistas privados. Las medidas se consideraron insuficientes y no resolvieron el problema de la deuda ya generada que estaba convirtiéndose en insostenible.

### La guerra
A principios de 1943, durante la Segunda Guerra Mundial, Mironescu recibió el encargo de Ion Antonescu de tratar de alcanzar un acuerdo con el regente de Hungría, Miklós Horthy, que permitiese a los dos países lograr un acuerdo territorial permanente y abandonar juntos el Eje (véase Rumania durante la Segunda Guerra Mundial). Mironescu comenzó las conversaciones con la delegación de Miklós Bánffy en Bucarest (9 de marzo de 1943), pero estas fracasaron ante la incapacidad de las dos partes en ponerse de acuerdo sobre un futuro estatuto del norte de Transilvania, en aquellos momentos en manos de Hungría.
Mironescu murió en Bucarest en 1949.